# Keep On the Sunny Side
Keep On the Sunny Side, è un brano country statunitense, composto nel 1899 da Ada Blenkhorn, per il testo e J. Howard Entwisle, per la musica. Fu portato al successo da The Carter Family, formazione pionieristica della storia della musica Country e Folk americana, nel 1928. È diventata un classico del genere, ed è stata interpretata da molti artisti famosi cresciuti all'ascolto dell'interpretazione della The Carter Family, fra i quali Johnny Cash, Doc Watson, Emmylou Harris, Merle Haggard, Susan McCann, Brad Paisley e molti altri, tra cui una versione dei The Whites, la quale è stata inserita anche nel film Fratello dove sei?.

## Testo
```
   There's a dark and a troubled side of life;
   There's a bright and a sunny side, too;
   Tho' we meet with the darkness and strife,
   The sunny side we also may view.
```

```
   [coro]
   Keep on the sunny side, always on the sunny side,
   Keep on the sunny side of life;
   It will help us ev'ry day, it will brighten all the way,
   If we keep on the sunny side of life.
```

```
   Tho' the storm in its fury break today,
   Crushing hopes that we cherished so dear,
   Storm and cloud will in time pass away,
   The sun again will shine bright and clear.
```

```
   Let us greet with a song of hope each day,
   Tho' the moments be cloudy or fair;
   Let us trust in our Savior alway,
   Who keepeth everyone in His care.
```